# 카마그 몽골
카마그 몽골(몽골어: ᠬᠠᠮᠤᠬ
ᠮᠣᠩᠭᠣᠯ Qamuq Mongγol, 몽골어: ᠬᠠᠮᠤᠭ
ᠮᠣᠩᠭᠣᠯ Qamuγ Mongγol)은 카마크 몽골(몽골어: Хамаг Монгол)이라고도 한다. 12세기 몽골고원에 존재한 부족 연합체이다. 몽골 제국의 전신으로 여겨지기도 한다.

## 역사
실위 중에서 몽골족의 선조인 몽올실위는 《구당서》와 《신당서》 등에 기술된 20부 실위의 하나였다. 《구당서》와 《신당서》는 몽올실위가 망건하(望建河, 《신당서》는 室建河로 기록함)의 남쪽에 있다고 했는데 망건하는 지금의 에르구네하 및 아무르강(헤이룽강)에 해당된다. 이들은 본래 흥안령의 서쪽인 에르구네하로부터 헤이룽강 상류의 산림과 초원이 교차하는 지역에 거주하고 있었다. 9세기 중엽 위구르 제국의 붕괴를 계기로 실위인들이 대이동을 단행하자, 몽올실위
도 수렵과 유목이 교차하는 곳인 헨티산맥의 오논강 유역으로 이동해왔다. 몽골족의 기원에 관해 라시드 앗딘은 이렇게 설명하고 있다.
믿을 만한 사람들의 이야기에 의하면, 다른 종족들이 몽골종족에 대해 승리를 거두었는데 얼마나 많이 참살시켰던지 두 남자와 두 여자를 빼곤 아무도 살아남지 못했다고 한다. 두 가족은 적에 대한 두려움 때문에 험준한 곳으로 도망쳤는데 그 주변은 모두 산과 숲이었고 통과하기에 지극히 어려운 좁고 험한 길 하나를 제외하고는 어느 방향에서도 없었다. 그 산지 중간에는 목초가 풍부한 아름다운 초원이 있었는데 그곳의 이름이 에르구네 쿤이었다. 쿤의 뜻은 협곡이고 에르구네는 ‘가파르다’이니 곧 ‘가파른 산애(山崖)’를 의미한다. 그 두 사람의 이름은 네쿠즈와 키얀이었고 그들과 그 후손들 오랫동안 그곳에 머물렀다. 혼인을 통해서 (숫자가) 많아졌다.

라시드 앗딘의 설명은 몽골족이 에르구네를 기반으로 성장해왔음을 보여주는데, 이것은 몽올실위가 에르구네 일대에 거주했다는 한문 기록과도 일치한다. 몽골이라는 명칭이 가장 먼저 보이는 한문 사료는 《구당서》「북적전(北狄傳)」으로 ‘몽올(蒙兀)’이라 했고, 《신당서》「북적전」에서는 ‘몽와(蒙瓦)’라고 했는데, 당시 음운 통례상 올(兀)과 와(瓦)는 같은 음이다. 요·금시대의 한문 문헌에서 ‘맹고(萌古)’, ‘맹골(萌骨)’ 등으로 표기되다가 12세기 말경에 ‘몽고(蒙古)’로 바뀌었다. 또한 《몽골비사》에서는 “칭기스칸의 뿌리가 되는 부르테 치노와 고아 마랄이 ‘텡기스(Tengis)’를 건너와 오논강의 발원지인 부르칸 칼둔에 터를 잡았다”고 했다. 여기서 ‘텡기스’는 튀르크어로 바다를 의미하지만, 내륙 한가운데 바다는 호수일 가능성이 크다. 실제 몽골인들은 큰 호수를 바다를 의미하는 ‘달라이(Dalai)’로 표기하는 경우가 많기 때문에 ‘텡기스’가 ‘쿨룬호’가 될 가능성이 농후하다. 흥안령 서쪽지역의 에르구네와 쿨룬 부이르 초원에 거주하던 몽올실위가 몽골의 직접 조상이 된다는 것이 많은 사료를 통해서 입증되고 있다.
840년, 위구르 제국의 멸망은 몽올실위를 비롯한 실위인들의 몽골리아 진출을 용이하게 했다. 뿐만 아니라 이주한 실위인들은 당시 대제국을 건설했던 튀르크와 위구르의 선진문화와 유목경제를 흡수함으로써 커다란 변화를 겪게 되었다. 이것은 실위인들이 흥안령 서쪽의 에르구네하 일대에서 수렵과 약간의 목축, 농경을 하던 경제에서 기마 양 유목경제로 본질적인 전환을 했음을 의미한다. 다시 말해, 유목경제로의 전환은 흥안령 일대의 수렵과 원시농경에 비해 보다 안정적인 생산을 보장해줄 수 있었기 때문에 초원으로 이주한 수렵민은 유목민이 되었고, 이들의 기마 양 유목민화는 몽골 초원의 새로운 변화를 예고하고 있었다.
11세기까지 에르구네강 유역에 거주하던 몽올실위는 거란의 통제가 사라진 틈을 타서 남하를 시작하여 12세기에 이르러 부르칸 칼둔 지역에 정착했다. 몽골 초원이라는 생태환경에서 초원 기마 양 유목민으로 전환한 몽올실위는 향상된 기동력을 발판으로 크고 작은 부족 전쟁을 통해 강력한 세력으로 급부상했다. 이후 몽올실위를 주체로 실위인들이 점차 몽골족으로 응집되었다.
툼비나이 세첸(Tumbinai Sečen)의 아들인 카불은 미발달적인 상태에 있던 몽골 사회를 통일해 스스로를 군주로 하는 군장국가로 진전시켰고, 《몽골비사》에서는 카불이 모든 몽골(몽골어: ᠬᠠᠮᠤᠬ
ᠮᠣᠩᠭᠣᠯ Qamuq Mongγol)을 지배하는 칸으로 추대되었다고 전한다.
몽골인들은 주변 집단과의 전쟁을 통해서 조금씩 세력을 강화시켜 나갔다. 여진족의 금나라가 거란을 멸망시킨 뒤 초원에 대한 통제력이 약화된 틈을 타서 변경 지역에 대한 약탈전도 감행하였다. 금군은 카불 칸의 침공을 억제하지 못하고 연패했다. 1147년, 금나라는 부득이하게 카불 칸과 강화를 맺고 케룰렌강 이북의 27성을 할양하고 매년 소·양·미·두을 주는 것을 약속하고, 카불 칸을 "몽골국주(朦骨国主)"로 책봉했다. 이때 카불 칸은 조원황제(祖元皇帝)를 자칭해 천흥(天興)으로 개원했다고 한다.
카불 칸은 자신의 아들이 아니라 사촌 아우인 암바가이를 후계자로 했고, 카불 칸 사후에는 암바가이가 칸으로 즉위해 카묵 몽골을 통치했다. 그러나 암바가이 칸은 타타르 울루스의 모략에 따라 딸의 시집을 보내다가 사로잡혀 금나라에 끌려가 그곳에서 처형됐다. 이후 타타르 울루스는 몽골 울루스 최대의 원수로 전쟁을 계속하게 된다.
암바가이 칸 사후 몽골 울루스는 카불 칸의 아들 쿠툴라를 칸으로 추대했다. 쿠툴라 칸은 카다안 타이시(Qada'an Taiši) 등과 협력해 몽골 울루스의 복권과 타타르 울루스를 타도하기 위해 싸웠지만 뜻을 이루지 못했다. 또 쿠툴라 칸의 치세에 카불 칸의 손자이자 쿠툴라 칸의 조카인 예수게이 바투르는 메르키트 울루스에게 시집갈 예정이던 호엘룬을 납치하고 자신의 부인으로 삼았다.
쿠툴라 칸 사후 몽골 사회에서 유력 집단 간의 대립이 계속되면서 마침내 전 몽골을 통치할 수 있는 칸은 선출되지 못했다. 키야트 집단의 수장인 예수게이 바투르가 한때 유력했지만 예수게이 또한 타타르 울루스의 모략에 의해 독살되고 말았다. 예수게이의 죽음을 계기로 몽골 울루스의 내부 분열이 촉발됐으며 암바가이 칸을 시조로 한 타이치우트 집단과 카불 칸을 시조로 하는 키야트 집단은 각각 세력을 이끌게 돼 예수게이 바투르의 장남 테무진 휘하의 많은 백성들이 흩어졌다.
예수게이가 타타르인들에게 독살된 뒤 테무진 일가는 부르칸 칼둔 산자로 숨어들어가 비참한 생활을 했다. 그러나 그와 그의 형제들이 성장하면서 상황은 조금씩 호전되었다. 옹기라트의 데이 세첸의 딸 부르테와 혼인한 뒤 아버지의 의형제였던 케레이트의 토오릴 칸을 찾아가 그의 가신이 되었다. 테무진은 이따부터 적대세력을 하나씩 격파해 나갔다. 1186년, 테무진은 친족들의 대표가 모인 자리에서 그들의 지지를 받아 칸으로 추대되었다. 그러나 테무진은 타이치우드 집단 및 자무카 진영과의 격전에서 패배하여 자신이 지휘하던 11개의 진영 중 10개의 진영이 그로부터 이탈했다.
따라서 테무진은 자기 일족의 도움 혹은 자신이 속한 부족이나 씨족의 도움이 아니라, 아무런 혈연관계는 없지만 자신을 위해 자신을 위해 헌신하고 충성하는 사람들을 조직하고 그들과의 강력한 결속력을 통해서 창출되는 힘을 바탕으로 타이치우트, 메르키트, 타타르와 같은 울루스들을 격파했다. 그리고 마침내 몽골고원에서 가장 강력한 두 집단인 케레이트와 나이만을 격파하고 복속시켰다.
1206년 몽골인들은 오논 강 발원지 부근에 모여 9개의 흰 깃발을 세우고 테무진을 '칭기스 칸'으로 추대하였다. 몽골제국이 탄생한 것이었다. 이후 투레게네 카툰의 섭정 시기에 서아시아의 카프카즈 지방에서 주조된 화폐에 카묵 몽골 울루스(몽골의 모든 백성)라는 표현의 연장선에서 울룩 몽골 울루스(몽골어: ᠤᠯᠤᠭ
ᠮᠣᠩᠭᠣᠯ
ᠦᠯᠦᠰ Uluγ Mongγol Ulus)라는 표현이 사용됐고, 구육 칸이 교황에게 보낸 서한에서는 예케 몽골 울루스라는 표현이 사용되었다. 몽골의 군주들은 그저 자신을 모든 몽골 백성들의 통치자라는 정도의 의미에서 ‘모든 몽골 백성’ 혹은 ‘큰 몽골 백성’의 군주라고 불렀고, 이것이 후일 점차 관용화되면서 일종의 국호처럼 사용한 것으로 보인다.

## 같이 보기
- 중세 몽골 부족
- 몽골 제국